# Китайський жабозуб
Китайський жабозуб (Liua) — рід земноводних родини Кутозубі тритони ряду Хвостаті. Має 2 види.

## Опис
Загальна довжина представників цього роду коливається від 12,5 до 20 см. Голова широка, сплощена зверху. Очі витрішкуваті. За своїми зубами нагадують представників жаб'ячих. Тулуб товстий, масивний. Види різняться між собою за довжиною рядів піднебінних зубів і за кількістю поперечних борозен з боків тіла. Кінцівки короткі та розвинені. Хвіст сильно сплощений з боків, утворюючи щось на кшталт лопаті. Забарвлення переважно оливкового або коричневого кольору з різними відтінками. Поверх основного фону розкидані темні цяточки.

## Спосіб життя
Полюбляють повільні річки у гірських місцинах. Ведуть напівводний спосіб життя. Зустрічаються на висоті до 2400 м над рівнем моря. Активні у сутінках. Живляться водними безхребетними та їх личинками.
Це яйцекладні земноводні.

## Розповсюдження
Мешкають у південному Китаї.

## Види
- Liua shihi
- Liua tsinpaensis